# 羽沢町
羽沢町（はざわちょう）は、神奈川県横浜市神奈川区の町名である。丁番を持たない単独町名である。住居表示未実施区域。

## 地理
神奈川区北西部に位置し、神奈川区三枚町・菅田町・羽沢南、保土ケ谷区峰沢町・東川島町、上菅田町と隣接する。現在は、主に住宅地として利用されているが農地も残る。古くは「ハネザ」・「ハネザワ」等とも呼んだが正確には「ハザワ」である。南端部の羽沢南一丁目～羽沢南四丁目を除いて住居表示は実施されておらず、住所は羽沢町○○番地となる。地番は1～1825番まである（欠番がある）。
営農団地「菅田・羽沢農業専用地区」が設けられており、町内は勿論、神奈川区内の農家にとって重要な生産拠点となっている。「農業専用地区」では横浜ブランドの農産物が生産されており、特に、「横浜キャベツ」は市内一の生産高を誇る（農業専用地区は、農産物の供給、自然や田園環境の保全だけでなく、災害時の防災空間としての役目も負っている。現在、横浜市には菅田・羽沢地区を含め、26地区、1,011haの農業専用地区がある）。

## 歴史
古くからの農村地帯で、江戸時代には稲作のほか、大麦、小麦、粟、大豆、稗、ソバなどが栽培され、当時の村高は享保17年261石であった。しかし、水田は少なく、畑勝りの地域だった。
1989年（明治22年）の町村制施行から昭和の初めまでは橘樹郡城郷村（9大字）の中の一つとして純農村地帯だった。
戦後、1969年（昭和44年）に定められた都市計画法で町内の大部分が、市街化調整区域に線引きされたため、旧城郷村時代の農村風景が色濃く残された。
その後、1972年（昭和47年）に、残された農地を保全し、周辺地域農業の永続的発展を期待して、営農団地「菅田・羽沢農業専用地区」が設けられた。
2006年（平成18年）10月23日の町南部での住居表示が実施され、羽沢南一丁目～羽沢南四丁目の4か町が分離、新設された。

### 地名の由来
- 由来は解っていないが、おそらく「端沢」（沢の片側の意）が転じ、「羽沢」になったのではないかと考えられている。また、地名・姓として東北地方の日本海側や新潟などで多く見られる。
- 戦国武将太田道灌が小机城攻めの時に、綱島から六角橋、神大寺を通り羽沢に立ち寄ったとされ、「硯松」・「十三塚」といった地名が残っている。

### 沿革
- 1478年 - 太田道灌が小机城攻めの時に立ち寄り、戦場となる。
- 1696年 - 観音堂建立。
- 1716年 - 庚申塔が建つ。
- 1927年（昭和2年）4月1日 - 横浜市に編入され、橘樹郡城郷村大字羽沢から横浜市羽沢町となる。横浜市立池上小学校（菅田町所在）創立。
  - 10月1日 - 横浜市の区制施行により横浜市神奈川区羽沢町となる。
- 1965年（昭和40年）12月19日 - 京浜川崎ICから保土ケ谷ICに延伸し第三京浜道路全線開通。
- 1969年（昭和44年）10月1日 - 一部が保土ケ谷区上星川町に編入[6]。
- 1983年（昭和58年）4月20日 - 土地改良事業により、菅田町との境界を変更[7]。
- 1996年（平成8年）4月20日 - 釜台・常盤台地区の住居表示の実施に伴い、保土ケ谷区釜台町、常盤台の各一部を編入[8]。
- 1998年（平成10年）3月 - 環状2号線暫定開通。
- 2001年（平成13年）3月30日 - 環状2号線の東川島高架橋開通。
- 2005年（平成17年）3月28日 - 環状2号線全線開通。
- 2006年（平成18年）10月23日 - 南部地区の住居表示実施に伴い、羽沢南一丁目～羽沢南四丁目の4か町が分離、新設。
- 2019年（令和元年）11月30日 - JR貨物横浜羽沢駅に隣接して羽沢横浜国大駅が開業（所在地は羽沢南）。

## 小字
- 天屋
- 長谷（一部は現・羽沢南一丁目）
- 大丸（現・羽沢南二丁目）
- 高山（現・羽沢南二～四丁目）
- 浅見
- 具行
- 聖天
- 大道
- 相原
- 松原
- 神上
- 羽沢
- 綿打
- 稲荷

## 世帯数と人口
2025年（令和7年）6月30日現在（横浜市発表）の世帯数と人口は以下の通りである。
| 町丁   | 世帯数    | 人口    |
| ------ | --------- | ------- |
| 羽沢町 | 3,841世帯 | 7,272人 |

### 人口の変遷
国勢調査による人口の推移。
| 年                 | 人口   |
| ------------------ | ------ |
| 1995年（平成7年）  | 13,628 |
| 2000年（平成12年） | 14,446 |
| 2005年（平成17年） | 14,842 |
| 2010年（平成22年） | 8,142  |
| 2015年（平成27年） | 7,947  |
| 2020年（令和2年）  | 7,708  |

### 世帯数の変遷
国勢調査による世帯数の推移。
| 年                 | 世帯数 |
| ------------------ | ------ |
| 1995年（平成7年）  | 5,175  |
| 2000年（平成12年） | 5,795  |
| 2005年（平成17年） | 6,153  |
| 2010年（平成22年） | 3,284  |
| 2015年（平成27年） | 3,349  |
| 2020年（令和2年）  | 3,386  |

## 学区
市立小・中学校に通う場合、学区は以下の通りとなる（2024年11月時点）。
| 番地 | 小学校               | 中学校                 |
| --- | -------------------- | ---------------------- |
| 235番地、241〜242番地 248〜253番地、255〜281番地 283〜301番地、428〜431番地 491〜494番地、496〜588番地 628〜642番地、650〜658番地 | 横浜市立上星川小学校 | 横浜市立保土ケ谷中学校 |
| 1〜178番地、181番地の1〜3 181番地の5〜223番地 476〜490番、589〜627番地 643〜649番地、659番地以降                                  | 横浜市立羽沢小学校   | 横浜市立菅田中学校     |

## 事業所
2021年（令和3年）現在の経済センサス調査による事業所数と従業員数は以下の通りである。
| 町丁   | 事業所数  | 従業員数 |
| ------ | --------- | -------- |
| 羽沢町 | 253事業所 | 3,537人  |

### 事業者数の変遷
経済センサスによる事業所数の推移。
| 年                 | 事業者数 |
| ------------------ | -------- |
| 2016年（平成28年） | 274      |
| 2021年（令和3年）  | 253      |

### 従業員数の変遷
経済センサスによる従業員数の推移。
| 年                 | 従業員数 |
| ------------------ | -------- |
| 2016年（平成28年） | 3,694    |
| 2021年（令和3年）  | 3,537    |

## 交通

### 鉄道
羽沢町の最寄り駅は、横浜市営地下鉄ブルーラインの片倉町駅と三ツ沢上町駅、相鉄新横浜線とJR線が相互直通運転する羽沢横浜国大駅（2019年11月30日開業、所在地は羽沢南）である。
羽沢横浜国大駅の開業により渋谷・新宿などといった東京都心へのアクセスが向上した。さらに2023年には、東急東横線・東急目黒線日吉駅から新横浜駅を経由して羽沢横浜国大駅を結ぶ約10キロの連絡線（相鉄・東急直通線）が新設され、相鉄・JR直通線を経由しての相鉄線と東急線の相互直通運転が開始された。相鉄・東急直通線の開業により新横浜駅へのアクセスが容易になった。
なお、羽沢横浜国大駅に隣接した横浜羽沢駅（東海道貨物線）は貨物駅であり、旅客営業を行っていない。

### 路線バス
鉄道空白地域であったことからも比較的充実しており、相鉄バスが横浜駅～上星川駅間・横浜駅～八反橋（三枚町）間・横浜駅～西菅田団地（菅田町）間・横浜駅〜上菅田東部公園（上菅田町との境界）間、横浜市営バスが新横浜駅〜鶴ヶ峰駅間、神奈川中央交通が新横浜駅～保土ケ谷駅間の路線バスを運行している。

### 道路
鉄道に比して道路交通の便は比較的良い。町内を環状2号線が貫通する他、第三京浜道路の羽沢インターチェンジがある。
また当地区を通る横浜市の都市計画道路として、山下長津田線および羽沢池辺線（ともに同市における3環状10放射道路の一つ）が現在整備中である。

## 文化
町内には道祖神が4つあり、庚申塔も多く残っている。庚申塔は市の文化財に指定されている。また、地神講、稲荷講、念仏講といった、昔ながらの農村文化も地域に残る多くの農家によって受け継がれている。

### 硯松

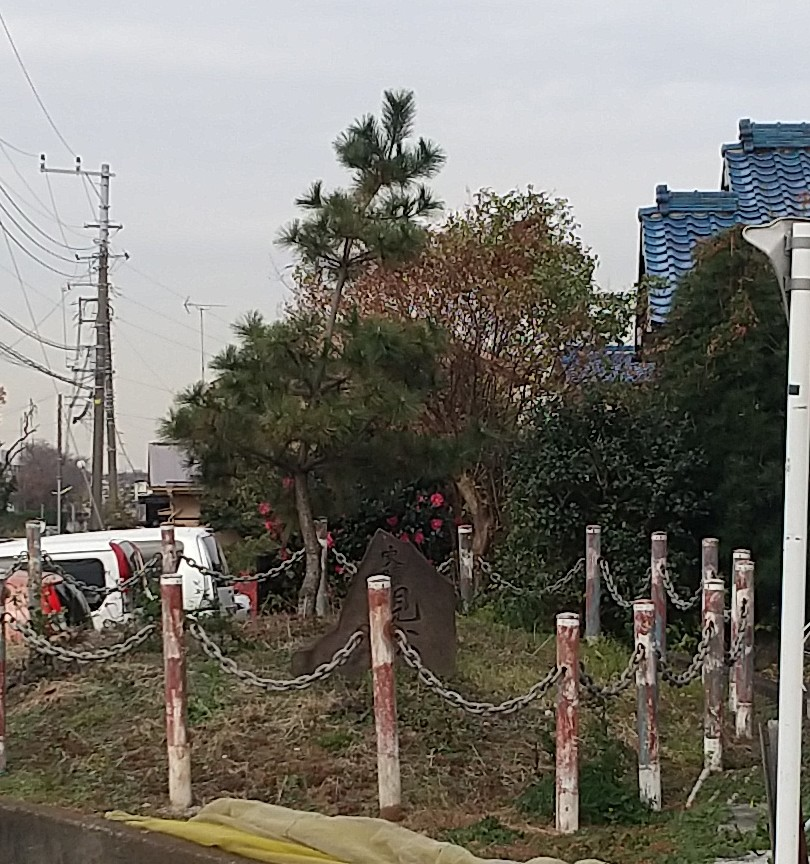
2024年の硯松

町内に硯松（すずりまつ）という松があった。初代は1500年頃にすでに存在した大木で、戦国武将太田道灌が小机城攻めの時に、兵を励ますためにこの松の下に腰掛け、歌を詠んだと言われている。「小机は まづ手習ひの始めにて いろはにほへと ちりぢりになる」
しかし、その後枯れてしまったのでもう一度松を植え、その松も枯れてしまったので、1940年頃に四代目の松が植えられ、その後も枯れては植え直しを繰り返している。

## 施設
- 神奈川生協日配配送センター
- サカタのタネ
- 羽沢スポーツ会館
- 横浜羽沢郵便局
- 神奈川警察署羽沢交番
- 横浜市立羽沢小学校
- 羽沢保育園
- 羽沢幼稚園
- 羽沢神明社
  - タブノキ（市の名木古木指定）
- 東泉寺
- 青蓮寺
  - イチョウ（市の名木古木指定）
- 羽沢富士
- 帷子川分水路
- 環状2号線
- 第三京浜道路
  - - 羽沢インターチェンジ - 保土ヶ谷料金所 - 保土ヶ谷PA -

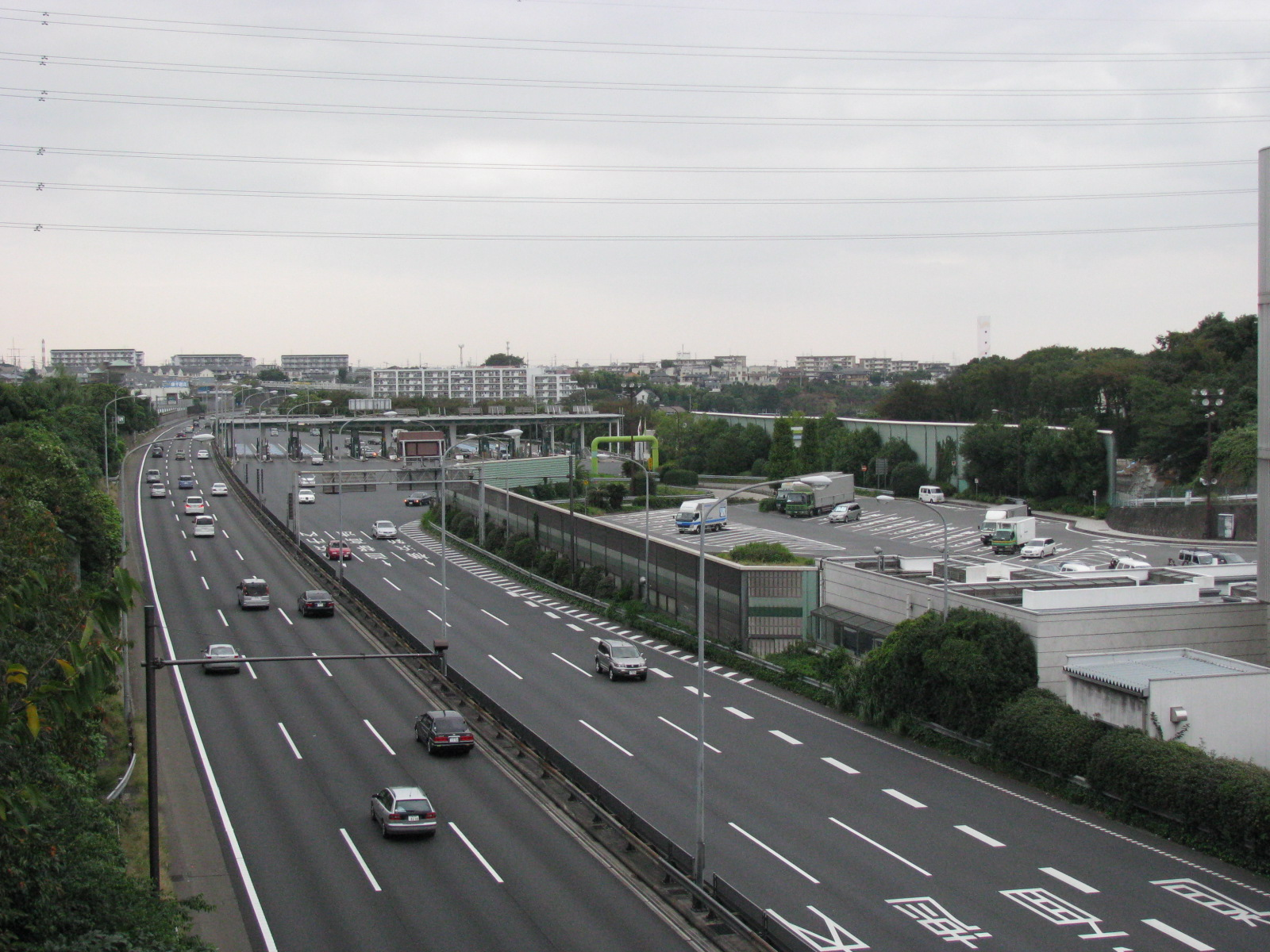
保土ケ谷料金所(奥)と保土ケ谷PA(手前)

- JR貨物
  - 横浜羽沢駅

## その他

### 日本郵便
- 郵便番号 : 221-0863[3]（集配局：神奈川郵便局[18]）

### 警察
町内の警察の管轄区域は以下の通りである。
| 番・番地等 | 警察署       | 交番・駐在所 |
| ---------- | ------------ | ------------ |
| 全域       | 神奈川警察署 | 羽沢交番     |